# Jean-Félix Faydel
Jean-Félix Faydel (Cahors, 9 septembre 1744 - 26 juin 1827) est un avocat et homme politique français.

## Biographie
Jean-Félix Faydel est le « fils légitime et naturel d'Antoine Faydel marchand et de dame Isabeau Gensac, mariés ».
Élu député aux États généraux par le Tiers état de la sénéchaussée du Quercy, le 24 mars 1789, il participe aux travaux de la Constituante jusqu’au 30 septembre 1791.
Il est l'un des signataires des procès-verbaux des séances de l'Assemblée nationale, des 20, 21, 22, 23, 24 et 26 août 1791, au cours desquelles fut adoptée par l'Assemblée la Déclaration des droits de l'homme et du citoyen.
Durant la Révolution, il apporte régulièrement des renseignements aux agent de l'Agence royaliste de Paris.
Après la dissolution de la Constituante et son remplacement par l'Assemblée législative, il se met à l’écart, et ne reparait que comme conseiller de préfecture du Lot le 19 nivôse an XIII. Il entra comme député du Lot au Corps législatif le 10 août 1810.
Il adhère à la déchéance de Napoléon Ier et perd son mandat du fait des Cent-Jours, mais il siège à nouveau le 22 août 1815 dans la Chambre introuvable. En septembre 1815, il parait à la tribune pour provoquer un projet de loi sur l'exercice du droit de pétition. Il combat l'article de loi qui autorisait les visites domiciliaires chez les particuliers soupçonnés de faire ou de favoriser la fraude en matière de droits réunis. Il rentre dans la vie privée à la dissolution de cette Chambre, en 1816.
De toute sa carrière politique il se range parmi les plus modérés. Créé chevalier de la Légion d'honneur le 24 septembre 1814, il en devient officier le 11 janvier 1815.
Son fils, Antoine-Joseph-Pierre, né le 16 septembre 1780 à Cahors, conseiller à la cour royale de Toulouse en 1814, est nommé chevalier le 1er novembre de la même année.

## Sources
- « Jean-Félix Faydel », dans Adolphe Robert et Gaston Cougny, Dictionnaire des parlementaires français, Edgar Bourloton, 1889-1891 [détail de l’édition]